# ジェームズ・クック (海洋調査船)
|          | | |
| 船歴     | | |
| 進水     | 2006年5月 | 2006年5月 |
| 就航     | 2007年3月 | 2007年3月 |
| 性能諸元 | | |
| 排水量   | 5,800t | 5,800t |
| 全長     | 89.2m | 89.2m |
| 全幅     | 18.6m | 18.6m |
| 吃水     | 5.6m | 5.6m |
| 機関     | ディーゼル・エレクトリック 2軸推進 5,000kW トンネルスラスター ×3 アジマススラスター ×1 発電機 ×4基（合計7,080kW） | ディーゼル・エレクトリック 2軸推進 5,000kW トンネルスラスター ×3 アジマススラスター ×1 発電機 ×4基（合計7,080kW） |
| 速力     | 巡航12ノット、最大16ノット                                                                                        | 巡航12ノット、最大16ノット                                                                                        |
| 行動日数 | 50日 | 50日 |
| 定員     | 乗員22名 + 科学者32名                                                                                             | 乗員22名 + 科学者32名                                                                                             |

ジェームズ・クック（英語：RRS James Cook）はイギリスの海洋調査船。18世紀の海洋探検家ジェームズ・クックに因んで命名されている。

## 概要
イギリスの自然環境研究評議会（Natural Environment Research Council、略称：NERC）に所属し、同評議会が保有する調査船RRSチャールズ・ダーウィン（1984年建造）の代替として発注された。サウサンプトン海洋学センター（National Oceanography Centre, Southampton、略称：NOCS）によって運用され海洋科学の多様な研究調査に従事する。建造はノルウェーのFlekkefjord Slipp & Maskinfabrikk A/Sで、船体価格は4000万ポンド。2007年2月にアン王女によって命名され、その翌月に就役した。
熱帯から氷海まで幅ひろい運用海域を想定して設計されており、最大32名の科学者を乗せ、385トンの科学調査機材用ペイロードを有する。
マルチビームサウンダ―、超音波ドップラー多層流向流速計（ADCP）・反射法地震探査システムなどを装備し、採水器や海底土壌のサンプル収集器を各種搭載。洋上の定点に留まる必要がある作業に対応するためGPSと連動した自動船位保持装置を持つ。
船内には科学調査の分野別に8つの研究室を持つほか、コンテナ状の研究室を後甲板下に追加して搭載可能であり、航海ごとに柔軟な研究設備の変更が行える。
潜水調査用の機材としては、遠隔操作無人探査機（ROV）「HyBIS」「Isis」、マルチビームサウンダ―を搭載し6000mまで潜航可能な自律型無人潜水機（AUV）「Autosub6000」などを調査対象に応じて選択し運用可能であり、それらの着水・揚収を行うクレーンを備えている。

## 船歴
2010年1月、南極海の東スコシア海嶺において、深海の熱水噴出孔に密集する新種の蟹を発見し「ホッフ・クラブ（Hoff Crab）」と仮に命名した。
2010年4月にはケイマン海溝の深度5000mの海底で、従来観測されたうちで最も深い位置にある熱水噴出孔（ブラックスモーカー）を発見し調査を行っている。
2011年1月19日、南極海のブランスフィールド海峡で、熱水噴出孔を調査するため着水させたIsisが本船の左舷スクリューと接触し大破する事故が起きた。同年6月に無人潜水機の復旧予算が承認されたため国立海洋学センターにて再建が行われ、翌2012年8月には修復のなったIsisのテスト潜航が行われた。
2015年10月から11月にかけて、統合国際深海掘削計画（IODP）の科学調査にイギリスの調査船として初めて参加。大西洋中央海嶺アトランティス山塊「ロストシティー」周辺にリモート操作の海底設置型ドリル2基（イギリス地質調査所のRD2、ブレーメン大学海洋環境科学センターのMeBo）を着底させ、深海の蛇紋岩化作用と強アルカリ環境下の微生物を研究する最長80mのコアサンプルを採取した。